# نیکوشور دان
نیکوشور دانیل دان (به رومانیایی: Nicușor Daniel Dan؛ رومانیایی: [nikuˈʃor danˈjel dan] (زاده ۲۰ دسامبر ۱۹۶۹) سیاستمدار، ریاضیدان و فعال مدنی رومانیایی است که از ۲۶ مه به عنوان رئیس‌جمهور رومانی فعالیت خود را آغاز کرده است. او از سال ۲۰۲۰ به عنوان شهردار بخارست فعالیت کرده است.

## اوایل زندگی و تحصیلات
او که متولد فاگاراش، شهرستان براشوف است، در دبیرستان رادو نگرو در شهر زادگاهش تحصیل کرد و در سال ۱۹۸۸ از آن دانش‌آموخته شد. او در المپیادهای بین‌المللی ریاضی سال‌های ۱۹۸۷ و ۱۹۸۸ با نمرات کامل رتبه اول را کسب کرد. دن در سن ۱۸ سالگی به بخارست نقل مکان کرد و تحصیل در رشته ریاضیات را در دانشگاه بخارست آغاز کرد.
در سال ۱۹۹۲، او برای ادامه تحصیل در رشته ریاضی به فرانسه نقل مکان کرد: او دوره‌های اکول نرمال سوپریور، یکی از معتبرترین گراند اکول‌های فرانسه، را گذراند و در آنجا مدرک کارشناسی ارشد خود را دریافت کرد. در سال ۱۹۹۸، دان مدرک دکترای خود را در رشته ریاضیات از دانشگاه پاریس ۱۳ با پایان‌نامه با عنوان «جریان‌های گرین و مرومورفیک توسعه یافته» که به سرپرستی کریستوف سوله و دانیل بارسکی انجام شده بود، دریافت کرد. او در آن سال به بخارست بازگشت و دلایل این کار خود را تفاوت‌های فرهنگی و تمایل به تغییر رومانی عنوان کرد.
دان یکی از مؤسسان و اولین مدیر اداری مدرسه عادی بخارست بود. دانشگاهی که بر اساس الگوی اکول نرمال سوپریور فرانسه در مؤسسه ریاضیات آکادمی رومانی تأسیس شده است. تا تاریخ ۲۰۱۱ او استاد ریاضی در نهاد بود.